# مئذنة جور
مئذنة جور (بالفارسية: مناره گور) أو الطِربال هي مئذنة تاريخية تعود إلى عصر الساسانيين، وتقع في جور.

## معرض صور

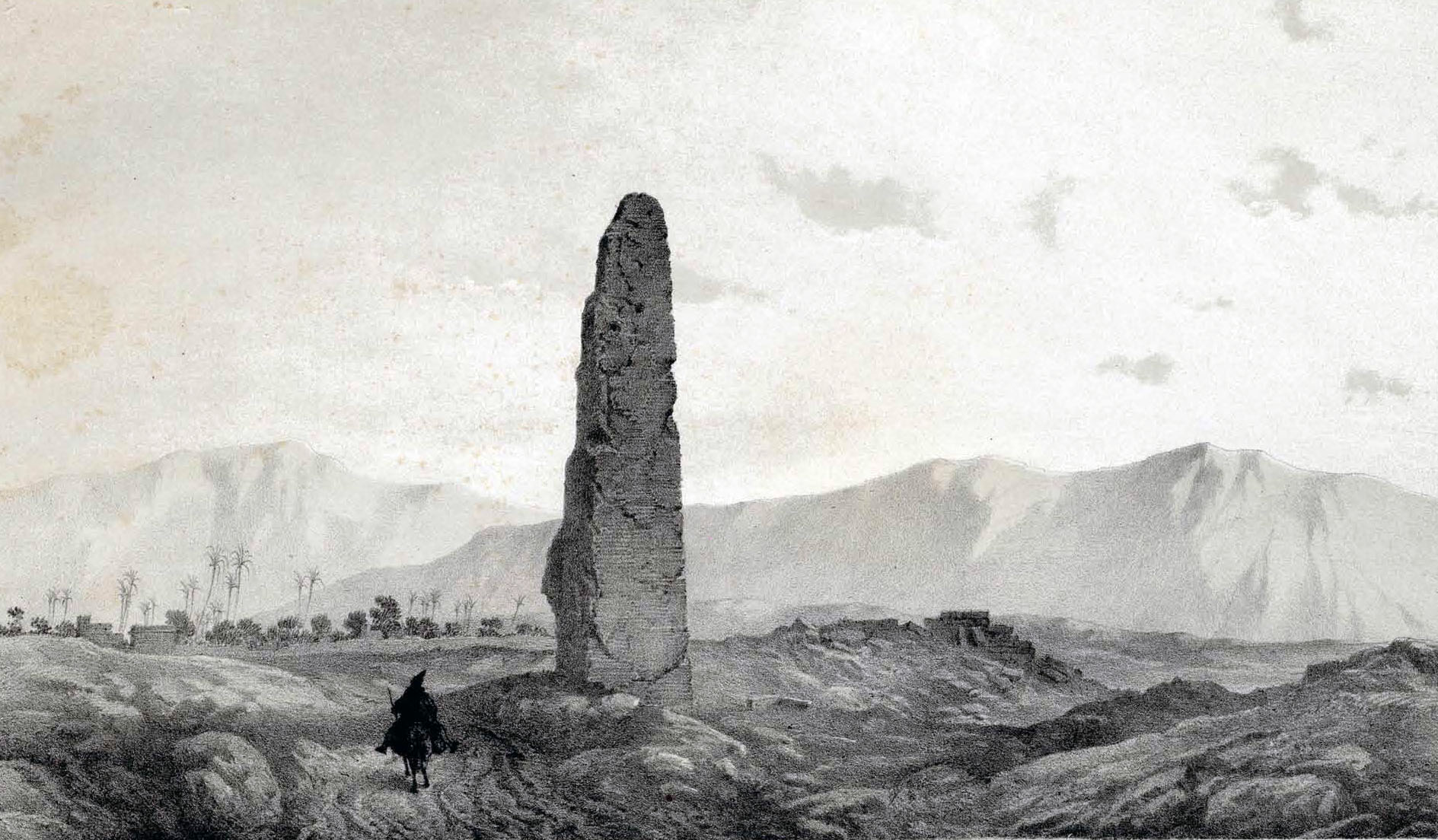
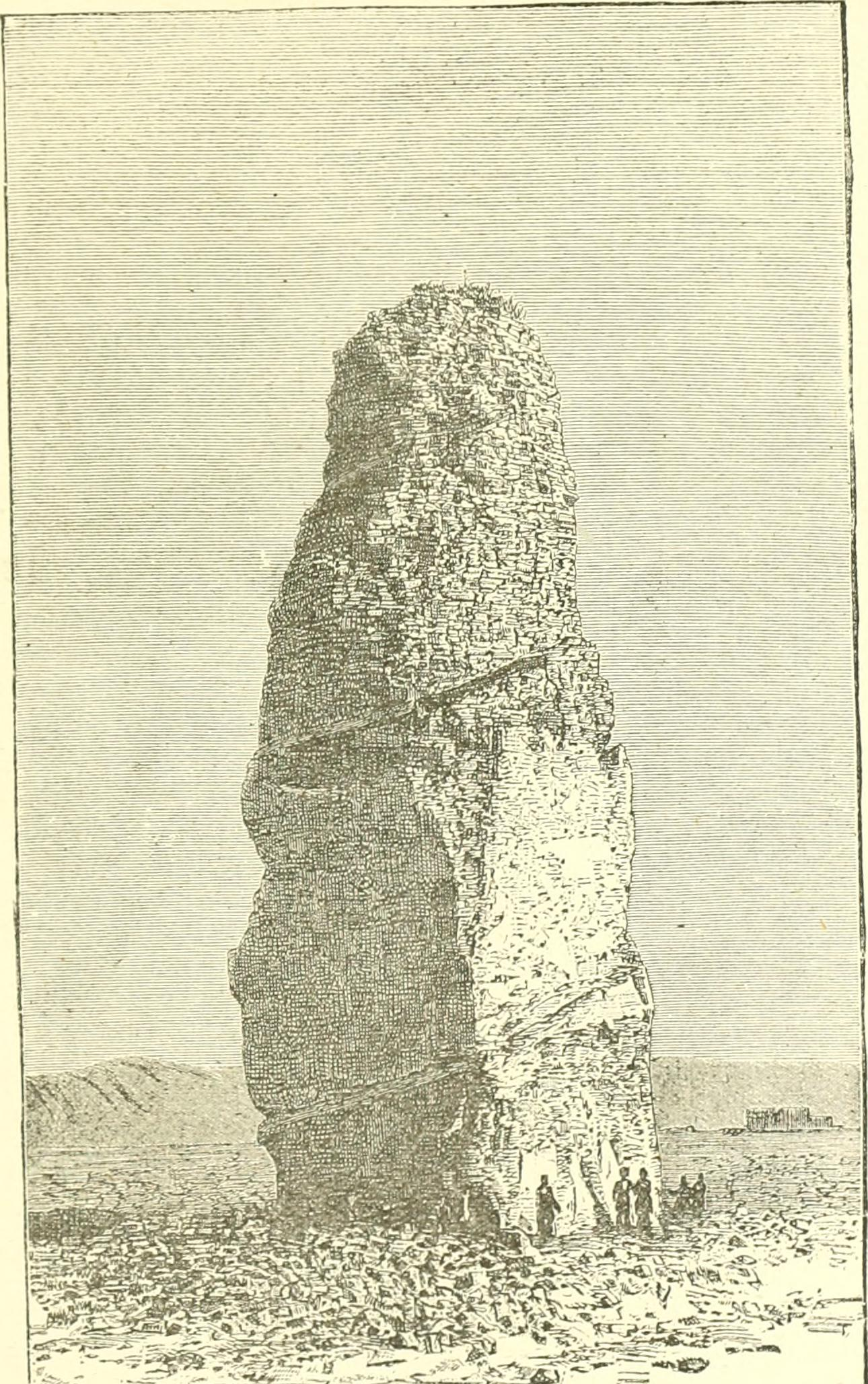
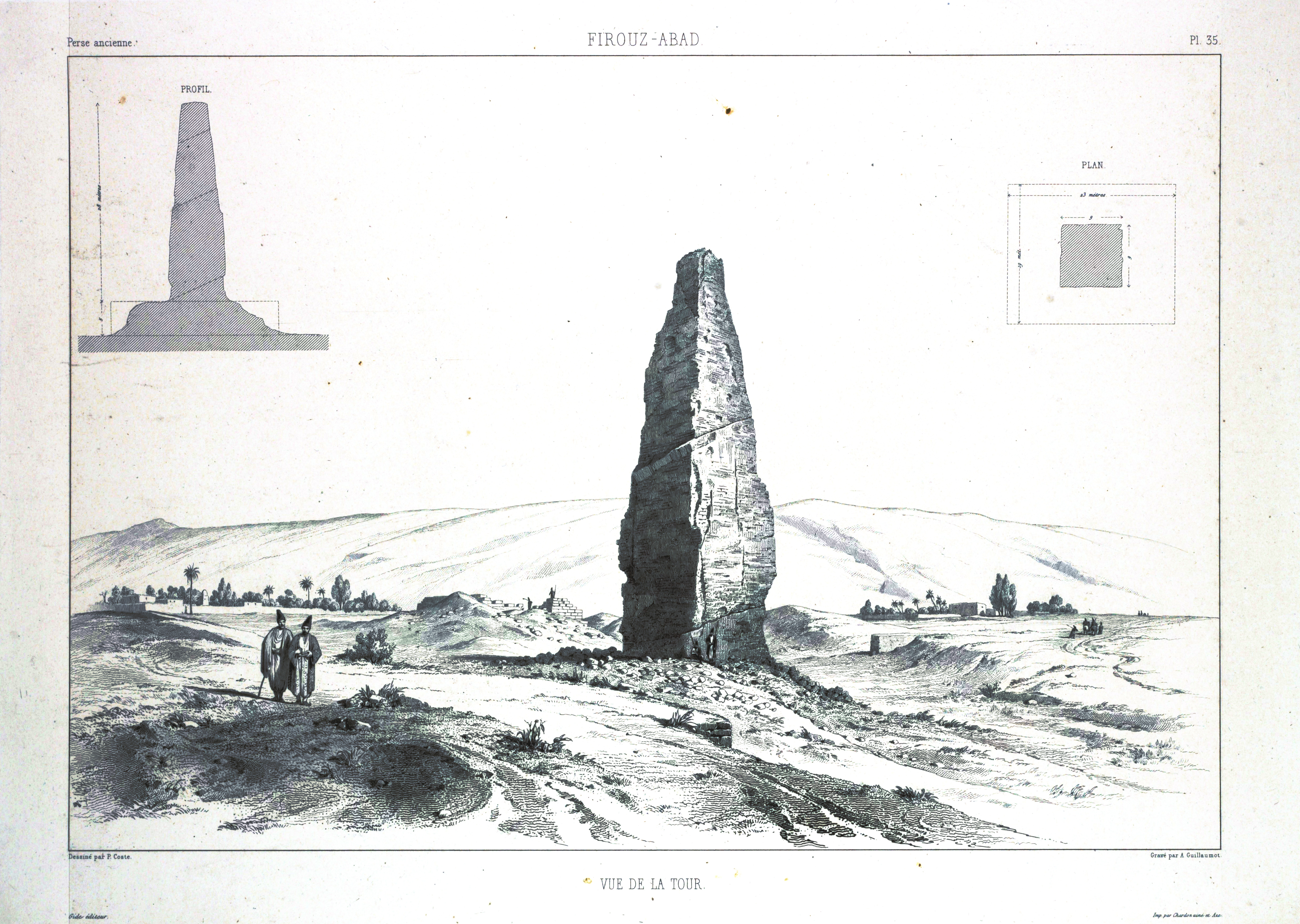